# Enrique Ramón Morris de Olea
Pour les articles homonymes, voir Henry Morris et Morris.
Enrique Ramón Morris de Olea, plus connu comme Henry Morris ou Morris II, né le 16 juin 1876 à Manille, Capitainerie générale des Philippines, Espagne, est un footballeur hispano-philippin d'origine écossaise, ce qui lui donna droit à la nationalité britannique. Il jouait au poste d'ailier droit et il est un des pionniers de la pratique du football à Barcelone et en Espagne, avec ses frères Samuel et Miguel.

## Biographie
Henry Morris naît à Manille alors que les Philippines sont une colonie espagnole. Henry est le troisième fils d'un couple formé par l'entrepreneur et ingénieur anglais Samuel James Morris Campbell et l'Espagnole María del Socorro de Olea y Marabea. En 1886, la famille Morris quitte les Philippines et s'installe à Barcelone où le père avait été muté afin de diriger les compagnies Barcelona Tramways Company Limited et Sociedad del Tranvía de Barcelona, Ensanche y Gracia,.
Sur les terrains proches de l'hippodrome de Can Tunis, James Morris enseignent à ses trois fils Samuel, Enrique (Henry) et Júnior (Miguel) la pratique du football, sport qui était alors pratiquement inconnu à Barcelone.
Au début des années 1890, les Morris, père et fils, avec d'autres membres du British Club, participent aux premiers matchs de football organisés à Barcelone qui donnent naissance à la Sociedad de Foot-ball de Barcelona, premier club de la ville.
En 1900, les Morris participent à la fondation de l'Hispania Athletic Club, également à Barcelone.
En 1902, les trois frères Morris renforcent le FC Barcelone lors de sa participation à la Copa de la Coronación, premier championnat national disputé en Espagne et ancêtre de l'actuelle Coupe du Roi. Henry Morris joue les deux matchs de cette compétition.
Pendant la Première Guerre mondiale, il est pilote de la Royal Air Force et est blessé au combat. Il survit et retourne en Espagne.